# Edmund Schlink
Edmund Schlink (ur. 6 marca 1903 w Darmstadt, zm. 20 maja 1984 w Heidelbergu) – niemiecki teolog luterański.

## Życiorys
W 1927 roku uzyskał stopień doktora filozofii w dziedzinie psychologii. Od 1926 roku studiował teologię na Uniwersytecie w Münsterze, w 1931 roku uzyskał stopień doktora teologii (jego promotorem był Karl Barth), tegoż roku został ordynowany. W 1934 roku, po odbyciu wikariatu, habilitował się na Uniwersytecie w Gießen. Pod naciskiem gestapo nie przyznano mu stanowiska na uniwersytecie. W okresie rządów nazistów był członkiem Kościoła Wyznającego. Po wojnie objął posadę na Uniwersytecie Ruprechta i Karola w Heidelbergu, gdzie pracował aż do przejścia na emeryturę w 1971. Był zaangażowany w dialog ekumeniczny, w 1946 roku założył na swoim uniwersytecie Instytut Ekumeniczny, brał udział w pracach Światowej Rady Kościołów oraz był obserwatorem na soborze watykańskim II z ramienia Kościoła Ewangelickiego w Niemczech. 
Otrzymał tytuły doktora honoris causa Uniwersytetu Jana Gutenberga w Moguncji, Uniwersytetu Edynburskiego oraz Instytutu św. Sergiusza w Paryżu.

## Dzieła (wybór)
- Theologie der lutherischen Bekenntnisschriften, München 1940.
- Bekennende Kirche und Welt. Vorträge und Predigten aus den Jahren 1934 bis 1945, Tübingen 1947.
- Die Lehre von der Taufe, Kassel 1969
- Die Vision des Papstes. Erzählung, Göttingen und Graz 1975.
- Ökumenische Dogmatik. Grundzüge, Göttingen 1983.